# Armoriale dei comuni della provincia di Udine

Stemma della Provincia di Udine

Questa pagina contiene le armi (stemmi e blasonature) dei comuni della provincia di Udine.
| Stemma                                                  | Comune e blasonatura | Gonfalone e/o bandiera          |
| ------------------------------------------------------- | --- | ------------------------------- |
|                                                         | Aiello del Friuli Inquartato d'oro e d'azzurro: sul tutto uno scudetto di rosso, all'aquila dal volo abbassato stringente negli artigli un mazzo di spighe di grano in fascia. Concessione stemma con R.D. del 6 maggio 1940 Gonfalone: drappo di azzurro… |                                 |
|                                                         | Amaro D'azzurro, a cinque trangle ondate d'argento, al gambero d'oro, attraversante sul tutto. Ornamenti esteriori da Comune. Gonfalone: drappo partito d'azzurro e di bianco. Concessione stemma e gonfalone con D.P.R. del 7 febbraio 1969 |                                 |
|                                                         | Ampezzo Di cielo, alla catena montuosa caricata a destra di un abete e a sinistra di una casetta, tutto al naturale. Ornamenti esteriori da Comune. Concessione stemma con D.P.R. del 21 marzo 1974 Gonfalone: drappo partito di verde e d'azzurro… |                                 |
|                                                         | Aquileia D'azzurro, all'aquila dal volo abbassato d'oro. Riconoscimento stemma con D.C.G del 12 luglio 1929 Incongruenza tra disegno e blasonatura: L'aquila ha il volo abbassato. Gonfalone: drappo rettangolare di stoffa azzurra, terminato nella parte inferiore a cinque bandoni, bordato d'oro e caricato di un'aquila al volo abbassato d'oro. Il drappo sarà inchiodato per il lato corto superiore ad un'asta orizzontale e sospesa mediante lacci di azzurro e cimata da una freccia d'oro. R.D. del 5 settembre 1934 Gonfalone in uso: drappo partito di azzurro e di giallo… |                                 |
|                                                         | Arta Terme Partito: nel 1° d'azzurro, troncato da un filetto di nero: a) al destrocherio movente dal fianco sinistro, vestito di marrone, tenente in palo un giglio al naturale, b) a tre stelle d'argento; nel 2° di rosso, al leone di San Marco d'oro, senza aureola. Concessione stemma con R.D. del 24 febbraio 1938 Gonfalone: Drappo di colore azzurro, ornato con ricami d'argento e caricato dello stesso sopra descritto con l'iscrizione centrata in argento COMUNE DI ARTA TERME. |                                 |
|                                                         | Artegna D'azzurro, alla torre d'argento torricellata di un pezzo, aperta e finestrata del campo, murata di nero. Ornamenti esteriori di Comune Concessione stemma con R.D. del 1930 Gonfalone: Drappo di colore azzurro riccamente ornato di ricami d'argento e caricato dello stemma comunale con l'iscrizione centrata in argento: Comune di Artegna. Le parti di metallo ed i nastri saranno argentati. L'asta verticale sarà ricoperta di velluto azzurro con bullette argentate poste a spirale. Nella freccia sarà rappresentato lo stemma del Comune e sul gambo inciso il nome. Cravatta e nastri tricolorati dai colori nazionali frangiati d'argento. Forma e dimensioni regolamentari. Concessione gonfalone con R.D. dell'11 dicembre 1933 |                                 |
|                                                         | Attimis Gonfalone: drappo partito di bianco e di rosso… Concessione stemma e gonfalone con D.P.R. del 26 giugno 1955 |                                 |
|                                                         | Bagnaria Arsa Palato d'argento e di verde, alla fiamma di rosso, movente dalla punta. Ornamenti esteriori da Comune. Gonfalone: drappo partito di bianco e di verde… Concessione stemma e gonfalone con D.P.R. del 6 ottobre 1953 |                                 |
|                                                         | Basiliano Di verde a sette spighe di frumento d'oro poste in tre fasce 2.3.2. Ornamenti esteriori del Comune. Gonfalone: Drappo di colore azzurro riccamente ornato di ricami d'argento e caricato dello stemma sopra descritto con l'iscrizione centrata in argento: COMUNE DI BASILIANO. Le parti di metallo ed i cordoni saranno argentati. L'asta verticale sarà ricoperta di velluto azzurro con bullette argentate poste a spirale. Nella freccia sarà rappresentato lo stemma del Comune e sul gambo inciso il nome. Cravatta e nastri tricolori dai colori nazionali frangiati di argento. Concessione stemma e gonfalone con R.D. del 30 marzo 1942 |                                 |
|                                                         | Bertiolo Inquartato: al 1º e 4º d'argento, al grappolo d'uva fogliato di due, al naturale; al 2º e 3º di nero pieno. Ornamenti esteriori da Comune. Concessione stemma con R.D. del 7 maggio 1942 Gonfalone: drappo partito di bianco e di verde… Concessione gonfalone con D.P.R. del 17 settembre 1993 |                                 |
|                                                         | Bicinicco D'azzurro, al gelso, nodrito di verde e baccato d'oro, sulla campagna di verde, accostato nel canton sinistro dello scudo da una spiga d'oro. Ornamenti esteriori da Comune. Gonfalone: drappo di azzurro… Concessione stemma e gonfalone con R.D. dell'11 maggio 1936, RR.LL.PP. del 16 dicembre 1937 |                                 |
|                                                         | Bordano Di rosso, alla pecora d'argento, tenente in bocca un grappolo d'uva d'oro, ferma su campagna verde; col capo troncato d'azzurro e d'argento. Gonfalone: Drappo troncato di bianco e d'azzurro riccamente ornato di ricami d'argento e caricato dello stemma con la iscrizione centrata in argento: Comune di Bordano. |                                 |
|                                                         | Buja D'azzurro, al bue passante, al naturale, su tre colli di verde e tenente con la zampa destra una banderuola di porpora caricata di una croce d'argento. Lo scudo sarà fregiato della corona di Comune. R.D. del 16 maggio 1929 Gonfalone: drappo di porpora… |                                 |
|                                                         | Buttrio Riconoscimento stemma con D.P.C.M. del 20 maggio 1960 Gonfalone: Drappo partito di bianco e di rosso… Concessione gonfalone con D.P.R. del 4 agosto 1960 |                                 |
|                                                         | Camino al Tagliamento Concessione stemma con D.P.R. del 16 febbraio 1960 Concessione gonfalone con D.P.R. del 16 febbraio 1960 |                                 |
|                                                         | Campoformido Spaccato: nel primo di rosso, alla bilancia d'argento, con impugnatura d'oro, sormontata da un cartiglio dello stesso con incisa la scritta di nero Actum in prato de Campoformio feliciter; nel secondo d'azzurro, a tre mani d'aquila d'oro, poste in fascia. Concessione stemma con D.P.R. del 24 maggio 1963 Gonfalone: drappo partito di azzurro e di rosso… |                                 |
| Stemma provvisorio dopo l'unificazione dei due comuni   | Campolongo Tapogliano Scudo con sfondo blu sul quale sono rappresentati: in primo piano il leone di San Marco color oro con il libro dei Vangeli aperto e recante la scritta, in lettere maiuscole di nero: PAX TIBI MARCE, nella prima pagina, EVANGELISTA MEUS, nella seconda pagina. Il leone di San Marco è sostenuto dalla pianura diminuita di verde e posto davanti ad una muraglia merlata di color terra di Siena dietro alla quale, sulla destra, compare la chioma di un pino italico marittimo mentre in alto a sinistra splende una stella a cinque punte color oro. Lo scudo è sovrastato da una corona e completato nella parte inferiore da fronde disposte a semicerchio. D.P.R. del 17 ottobre 1992 Gonfalone: Drappo di giallo, riccamente ornato di ricami d'argento e caricato dello stemma sopra descritto con l'iscrizione centrata in argento, recante la denominazione del Comune. Le parti di metallo ed i cordoni sono argentati. L'asta verticale è ricoperta di velluto giallo, con bullette argentate poste a spirale. Nella freccia è rappresentato lo stemma del Comune e sul gambo è inciso il nome. Cravatta con nastri tricolorati dai colori nazionali frangiati d'argento. |                                 |
|                                                         | Carlino Di azzurro, all'albero al naturale, nodrito su campagna di verde, sinistrato da una spiga di grano, fruttata e fogliata d'oro ed accompagnata nel canton destro del capo da una stella (6) d'argento. Concessione stemma con D.P.R. del 26 giugno 1955 Gonfalone: Drappo di colore azzurro, riccamente ornato di ricami d'argento e caricato dello stemma civico con l'iscrizione centrata in argento: COMUNE DI CARLINO. Le parti di metallo ed i cordoni sono argentati. L'asta verticale sarà ricoperta di velluto azzurro con bullette argentate poste a spirale. Nella freccia sarà rappresentato lo stemma del Comune e sul gambo inciso il nome. Cravatta e nastri tricolorati dai colori nazionali frangiati d'argento. Concessione gonfalone con D.P.R. del 26 giugno 1955 |                                 |
|                                                         | Cassacco Concessione stemma con D.P.R. del 30 marzo 1976 Gonfalone: drappo partito di azzurro e di rosso… Concessione gonfalone con D.P.R. del 30 marzo 1976 |                                 |
|                                                         | Castions di Strada D'azzurro, all'aquila al naturale dal volo abbassato, coronata d'oro, caricata in cuore da una corona dello stesso di cinque punte posta su torta di rosso, poggiata con gli artigli sulle estremità di un bastione al naturale da cui partono quattro saette di rosso, disposte due per parte. Ornamenti esteriori di Comune Concessione stemma con D.P.R. del 20 gennaio 1961 Gonfalone: Drappo d'azzurro… |                                 |
|                                                         | Cavazzo Carnico Di rosso, al monte d'oro di due cime, nascente da uno specchio d'acqua ornato d'argento. Gonfalone: drappo di rosso… |                                 |
|                                                         | Cercivento Troncato: nel primo, di azzurro, alla rosa dei venti di sedici punte, di oro; nel secondo, di rosso, al gallo ardito, policromo al naturale, sostenuto dalla pianura diminuita, di nero. Concessione stemma con D.P.R. del 21 marzo 1997 Gonfalone: Drappo di giallo, riccamente ornato di ricami d'argento e caricato dallo stemma comunale con la iscrizione centrata in argento recante la denominazione del Comune. Le parti di metallo ed i cordoni sono argentati. L'asta verticale è ricoperta di velluto giallo con bullette argentate poste a spirale. Nella freccia è rappresentato lo stemma del Comune e sul gambo inciso il nome. Cravatta con nastri tricolorati dai colori nazionali frangiati d'argento. Concessione gonfalone con D.P.R. del 21 marzo 1997 |                                 |
|                                                         | Cervignano del Friuli Stemma riconosciuto con DCG del 25 aprile 1929 Gonfalone: drappo partito di azzurro e di giallo. D.P.R. del 20 dicembre 2001 |                                 |
|                                                         | Chiopris-Viscone Gonfalone: Drappo partito di giallo e di rosso… |                                 |
| Stemma in versione sannitica                            | Chiusaforte D'argento, alla banda di rosso, accompagnata in capo ed in punta da una testa e collo di leopardo, al naturale ed in maestà. Ornamenti esteriori di Comune. D.Ric. del 13 giugno 1921 Gonfalone: drappo di rosso… |                                 |
|                                                         | Cividale del Friuli Scudo rosso alla fascia d'argento, circondato da due rami di quercia ed alloro annodati da un nastro dai colori nazionali sormontato dalla corona ducale (lo scudo è ornato dalla Croce al merito di guerra e dalla Medaglia d'argento al valore militare per la Resistenza). Concessione stemma con D.C.G. del 9 settembre 1937 Gonfalone: Drappo di rosso… |                                 |
|                                                         | Codroipo Di rosso, alla croce di Sant'Andrea di argento, accostata da quattro cipressi al naturale. Riconoscimento stemma con D.C.G. del 30 marzo 1930 Gonfalone: Drappo di colore azzurro, riccamente ornato con ricami d'argento e caricato dello stemma del Comune, con l'iscrizione centrata in argento "Comune di Codroipo". Le parti di metallo e i nastri sono argentati. L'asta verticale, ricoperta di velluto azzurro con bullette argentate, poste a spirale. Sulla freccia è inciso lo stemma del Comune e sul gambo il nome. Cravatta e nastri tricolori dai colori nazionali, frangiati d'argento. |                                 |
|                                                         | Colloredo di Monte Albano D'argento alla torre di due palchi di rosso, merlato alla ghibellina, il primo palco di cinque, il secondo di tre, chiusa, finestrata di due il primo palco, di una il secondo, di nero, fondata sulla collina al naturale. D.P.R. del 19 ottobre 1983 Gonfalone: drappo partito di bianco e di rosso, riccamente ornato di ricami d'argento e caricato dello stemma sopra descritto con l'iscrizione centrata in argento: Comune di Colloredo di Montalbano. Le parti in metallo ed i cordoni saranno argentati. L'asta verticale sarà ricoperta di velluto dei colori del drappo, alternati, con bullette argentate, poste a spirale. Nella freccia sarà rappresentato lo stemma del Comune e sul gambo inciso il nome. Cravatta e nastri tricolorati dai colori nazionali, frangiati d'argento. |                                 |
|                                                         | Comeglians Gonfalone: drappo di nero alla pergola di bianco… |                                 |
|                                                         | Corno di Rosazzo D'azzurro una cornucopia d'argento posta in banda e rivolta in basso, dalla quale fuoriescono rose rosse, fogliate di verde. Concessione stemma con D.P.R. del 1º novembre 1960 Drappo partito di bianco e d'azzurro, riccamente ornato di ricami d'argento e caricato dello stemma sopra descritto con l'iscrizione centrata in argento: "Comune di Corno di Rosazzo". Le parti in metallo ed i cordoni saranno argentati. L'asta verticale sarà ricoperta di velluto dai colori del drappo, alternati, con bullette argentate, poste a spirale. Nella freccia sarà rappresentato lo stemma del Comune e sul gambo inciso il nome. Cravatta e nastri tricolorati dai colori nazionali, frangiati d'argento. Concessione gonfalone con D.P.R. del 1º novembre 1960 |                                 |
|                                                         | Coseano Tempietto del mitico Giano Bifronte. Concessione stemma con R.D. dell'11 luglio 1941 Gonfalone: drappo di azzurro… |                                 |
|                                                         | Dignano Gonfalone: drappo trinciato di giallo e di azzurro… |                                 |
|                                                         | Dogna Gonfalone: drappo partito di bianco e di rosso… |                                 |
|                                                         | Drenchia Un prato con soprastante una mucca bianca pezzata nera e sullo sfondo vi è posto un albero con frutti rossi, lo sfondo è il cielo azzurro. Gonfalone: Drappo trinciato di giallo e bianco, riccamente ornato di ricami d'argento e caricato dello stemma comunale con l'iscrizione centrata in argento: Comune di Drenchia. Le parti in metallo ed i cordoni sono argentati. L'asta verticale è ricoperta di velluto dei colori del drappo alternati con bullette argentate poste a spirale. Nella freccia è rappresentato lo stemma del Comune e sul gambo è inciso il nome. Cravatta e nastri tricolorati dai colori nazionali frangiati d'argento. Gonfalone secondo decreto: drappo partito di bianco e di giallo… | Gonfalone secondo decreto       |
|                                                         | Enemonzo D'azzurro, al castello di pietra turrito di due, aperto del campo fondato sul colle di verde ed accompagnato a destra da due case rustiche; il tutto caricante una catena di montagne di verde profilate d'argento. Motto: Oppidum inter montes tutum. Concessione stemma con D.P.R. del 28 aprile 1975 |                                 |
|                                                         | Faedis Partito: nel primo, d'oro, ai sette faggi al naturale, nodriti sulla campagna di verde, attraversante; nel secondo d'azzurro, al leone d'argento, rivoltato, afferrante con le zampe anteriori e coi denti l'aspide di verde ondeggiante in palo. Ornamenti esteriori da Comune. D.P.R. 18 settembre 1984 Gonfalone: drappo partito d'azzurro e di giallo… |                                 |
|                                                         | Fagagna Interzato in fascia, di nero, d'argento e di rosso. Gonfalone: Drappo interzato di nero, di bianco e di rosso… |                                 |
|                                                         | Fiumicello Villa Vicentina |                                 |
|                                                         | Flaibano Trinciato dalla banda d'argento: il 1º di verde caricato da due stelle d'oro; il 2º d'azzurro caricato dagli emblemi della città di Udine e del Patriarcato e Capitolo udinese. Ornamenti esteriori da Comune. D.P.R. del 26 settembre 1973 Gonfalone: drappo d'azzurro, riccamente ornato di ricami d'argento e caricato dello stemma sopra descritto con l'iscrizione centrata argento: "Comune di Flaibano". Le parti in metallo ed i cordoni saranno argentati. L'asta verticale sarà ricoperta di velluto del colore del drappo, con bullette argentate, poste a spirale. Nella freccia sarà rappresentato lo stemma del Comune e sul gambo inciso il nome. Cravatta e nastri tricolorati dai colori nazionali frangiati d'argento. |                                 |
|                                                         | Forgaria nel Friuli Gonfalone: drappo troncato di nero e di bianco… |                                 |
|                                                         | Forni Avoltri Gonfalone: drappo partito di bianco e di rosso… |                                 |
|                                                         | Forni di Sopra Gonfalone: Drappo partito di rosso e di bianco… |                                 |
|                                                         | Forni di Sotto Partito d'argento e di nero, al castello di rosso torricellato di tre, la torre centrale più alta, aperto e finestrato del campo. Ornamenti esteriori da Comune. Concessione stemma con D.P.R. del 16 ottobre 1954 Gonfalone: Drappo partito di rosso e di bianco… |                                 |
|                                                         | Gemona del Friuli Troncato d'oro e di rosso. Riconoscimento stemma con D.C.G. del 24 marzo 1936 Gonfalone: drappo troncato di rosso e di azzurro… |                                 |
|                                                         | Gonars D'azzurro, all'albero al naturale nodrito sulla pianura di verde e sostenuto da due volpi al naturale, controrampanti. Gonfalone: Drappo interzato in fascia d'azzurro, di giallo e d'azzurro riccamente ornato di ricami d'argento e caricato sul giallo dello stemma Comunale con l'iscrizione centrata in argento "Comune di Gonars". Le parti di metallo ed i nastri sono argentati, l'asta verticale è ricoperta di velluto azzurro con bullette argentate poste a spirale. Nella freccia è rappresentato lo stemma del Comune e sul gambo inciso il nome. Cravatta e nastri tricolorati dai colori nazionali frangiati d'argento. |                                 |
|                                                         | Grimacco Di argento, alla banda ondata di azzurro, passante dietro un monte all'italiana (3), di verde, ristretto, accompagnato nel canton sinistro del capo da un grappolo d'uva nera. Ornamenti esteriori da Comune. Concessione stemma con D.P.R. del 16 febbraio 1955 Gonfalone: Drappo trinciato di azzurro e di bianco… |                                 |
|                                                         | Latisana Gonfalone: drappo di azzurro… |                                 |
|                                                         | Lauco Gonfalone: drappo di bianco… |                                 |
|                                                         | Lestizza Gonfalone: Drappo di azzurro… |                                 |
|                                                         | Lignano Sabbiadoro Troncato d'azzurro e d'oro, ad una spirale di verde. Ornamenti esteriori da Comune. Concessione stemma con D.P.R. del 1º luglio 1965 Gonfalone: Drappo troncato d'oro e d'azzurro, riccamente ornato di ricami d'argento e caricato dello stemma sopra descritto con l'iscrizione centrata in argento: "Comune di Lignano Sabbiadoro". Le parti in metallo ed i cordoni saranno argentati. L'asta verticale sarà ricoperta di velluto dei colori del drappo, con bullette argentate, poste a spirale. Nella freccia sarà rappresentato lo stemma del Comune e sul gambo inciso il nome. Cravatta e nastri tricolorati dai colori nazionali, frangiati d'argento. |                                 |
|                                                         | Lusevera Di rosso, a due versanti rupestri, di verde, declivi in banda e sbarra, rappresentanti la valle del Torre, e alla catena di monti innevata, di bianco, a guisa di punta rovesciata tra i due versanti, e rappresentante i monti Musi; il tutto sormontato dal ramo di tiglio, posto in palo, gambuto al naturale, fogliato di tre, di verde, munito di due infiorescenze con tre frutti ciascuna, d'oro, accompagnato da due stelle di otto raggi, dello stesso. Ornamenti esteriori da Comune. Concessione stemma con D.P.R. del 18 marzo 1985 Gonfalone: drappo troncato di bianco e di rosso… |                                 |
|                                                         | Magnano in Riviera D'azzurro, ad un rovere d'oro, radicato nella terrazza di verde e sormontato da tre stelle male ordinate d'argento e raggiate di cinque. Ornamenti esteriori da Comune. Concessione stemma con D.P.R. del 15 settembre 1979 Gonfalone: drappo partito di bianco e di giallo… |                                 |
|                                                         | Majano |                                 |
|                                                         | Malborghetto-Valbruna Scudo che nella metà superiore ha un campo giallo e su un palo bianco un mezzo leone nero e nell'altra metà inferiore un campo rosso con due monti ed in mezzo una torre bianca e sotto attraverso il portone della torre un fiume d'acqua. |                                 |
|                                                         | Manzano Di rosso, alla testa di manzo recisa, al naturale. Ornamenti esteriori di Comune. Gonfalone: Drappo di rosso… |                                 |
|                                                         | Marano Lagunare D'azzurro, alla quercia di verde, fustata al naturale, nodrita nella campagna troncata di verde e di azzurro fluttuoso di argento, accompagnata a destra dall'aquila d'oro con il volo abbassato, sostenuta dalla campagna, a sinistra dal castello d'oro, murato di nero, uscente dal fianco, merlato alla guelfa di cinque, tre nella torre, posta a destra, due nel fastigio, esso castello chiuso di nero, finestrato di tre dello stesso, fondato sulla campagna, attraversato dal cinghiale di nero, sostenuto dalla campagna, la testa propinqua al tronco della quercia. Ornamenti esteriori da Comune. D.P.R. del 18 aprile 2011 Gonfalone: drappo di giallo… |                                 |
|                                                         | Martignacco Di verde, alla chiesetta di oro; col capo d'azzurro, alla stella d'argento a cinque punte. Scudo fra due rami uno di alloro e l'altro di quercia decussati in punta sormontato dalla corona d'argento murale. Gonfalone: Partito di verde e azzurro, frangiato e ornato d'argento, caricato dello stemma con corona e rami di quercia e alloro; iscrizione centrata in argento "Comune di Martignacco". Asta rivestita di velluto con i colori dello stemma fissato con bullette d'argento con la freccia recante lo stemma e la scritta "Comune di Martignacco" e adorna della cravatta del tricolore italiano. |                                 |
|                                                         | Mereto di Tomba Di nero, all'antico tumulo tombale d'argento, sulla campagna di verde; di rosso porpora la parte superiore. Concessione stemma con R.D. del 24 maggio 1937 |                                 |
|                                                         | Moggio Udinese D'azzurro, alla quercia al naturale, nodrita sul monte roccioso di tre cime, la mediana più alta, la quercia accompagnata ai lati da due gigli araldici d'argento. Ornamenti esteriori da Comune. DCG del 14 aprile 1938 Gonfalone: drappo troncato di bianco e di azzurro… DPR del 15 giugno 1972 |                                 |
|                                                         | Moimacco Di verde, alla fascia merlata, accompagnata sotto da un aratro, il tutto d’argento. Ornamenti esteriori da Comune. Gonfalone: Drappo partito di verde e di bianco, riccamente ornato di ricami d’argento e caricato dello stemma sopradescritto con l'iscrizione centrata in argento: Comune di Moimacco. Le parti di metallo ed i cordoni saranno argentati. L'asta verticale sarà ricoperta di velluto verde con bullette argentate poste a spirale. Nella freccia sarà rappresentato lo stemma del Comune e sul gambo inciso il nome. Cravatta e nastri tricolorati dai colori nazionali frangiati d’argento. D.P.R. del 17 dicembre 1953 |                                 |
|                                                         | Montenars D'azzurro, al gruppo montagnoso, d'oro, fondato sulla pianura di verde e uscente dal fianco destro, accompagnato dal castagno di verde, fruttato di quattro ricci d'oro, fustato al naturale, posto a sinistra, nodrito nella panura, e dalla mezzaluna crescente, d'argento, posta in capo. Ornamenti esteriori da Comune. Gonfalone: Drappo di bianco con la bordatura d'azzurro, riccamente ornato di ricami d'argento e caricato dello stemma sopra descritto con la iscrizione centrata d'argento, recante la denominazione del Comune. Le parti in metallo ed i cordoni saranno argentati. L'asta verticale sarà ricoperta di velluto dei colori del drappo, alternati. con bullette argentate poste a spirale. Nella freccia sarà rappresentato lo stemma del comune e sul gambo inciso il nome. Cravatta con nastri tricolorati dai colori nazionali frangiati d'argento. Concessione stemma e gonfalone con D.P.R. del 21 settembre 2004 |                                 |
|                                                         | Mortegliano D.C.G. del 1º marzo 1939 Gonfalone: drappo partito di bianco e di rosso… |                                 |
|                                                         | Moruzzo Nel 1º e nel 4º di argento, nel 2º di rosso, nel 3º di nero, con ornamentazioni di Comune. Concessione stemma con R.D. del 14 gennaio 1929 Gonfalone: Drappo rettangolare di stoffa bianca… |                                 |
|                                                         | Muzzana del Turgnano Partito: nel primo di nero, alle tre canne; nel secondo di rosso, alle tre spighe, sul tutto un elmo d'argento trafitto nella visiera dalle frecce, sovrastato da un cartiglio d'oro con la scritta: "IN VILLA MUCIANA A.D. 824". Gonfalone: Drappo tagliato di rosso e di nero… |                                 |
|                                                         | Nimis D'azzurro, al cane passante volto, con la testa rivoltata al naturale, sostenuto da un montante d'oro. |                                 |
|                                                         | Osoppo D'azzurro, allo scaglione di nero, al monte al naturale sulla cui vetta è piantata la bandiera tricolore italiana. Sotto la punta dello scudo, al punto di incrocio dei due rami d'alloro e di quercia, è appesa la medaglia d'oro al valor militare. Ornamenti esteriori da Comune. |                                 |
|                                                         | Ovaro |                                 |
| Versione con il dio Pan d'argento in uso dal Comune     | Pagnacco D'azzurro, al dio Pan, al naturale, accostato nel canton sinistro del capo da due spighe di oro decussate. Ornamenti esteriori da Comune. D.P.R. del 26 maggio 1975 Gonfalone: drappo d'azzurro riccamente ornato di ricami d'argento e caricato dello stemma sopra descritto con la iscrizione centrata in argento: Comune di Pagnacco. Le parti di metallo ed i cordoni sono argentati. L'asta verticale è ricoperta di velluto del colore del drappo, con bullette argentate poste a spirale. Nella freccia è rappresentato lo stemma del Comune e sul gambo inciso il nome. Cravatta e nastri tricolorati dei colori nazionali frangiati d'argento. |                                 |
|                                                         | Palazzolo dello Stella D'argento, alla stella d'azzurro con i raggi ondeggianti. Ornamenti esteriori da Comune. Concessione stemma con D.P.R. del 31 luglio 1954 |                                 |
|                                                         | Palmanova D.P.R. del 28 gennaio 1972 Gonfalone: drappo di rosso… |                                 |
|                                                         | Paluzza |                                 |
|                                                         | Pasian di Prato D'azzurro, alla rovere al naturale, baccata d'oro, nodrita su campagna di verde, accostata da tre rose d'oro, disposte una sopra e due ai lati del tronco. Ornamenti esteriori da Comune. D.P.R. del 28 luglio 1955, trascritto nel Registro Araldico dell'Archivio Centrale dello Stato il 10 gennaio 1956 Gonfalone: drappo interzato in palo d'azzurro, di bianco e d'azzurro… |                                 |
|                                                         | Paularo Trinciato abbassato d'azzurro e di rosso: il primo a tre torri di muro merlate alla ghibellina di tre pezzi, aperte del campo e fondate sul trinciato; il secondo a tre stelle d'oro di sei raggi ordinate sotto le basi delle torri. D.P.R. dell'8 luglio 1980 |                                 |
|                                                         | Pavia di Udine D.P.R. del 20 giugno 1956 Gonfalone: drappo partito di bianco e di azzurro… |                                 |
|                                                         | Pocenia Gonfalone: drappo trinciato di verde e di bianco… |                                 |
|                                                         | Pontebba D'azzurro, a due arcate in pietra d'un ponte uscente dal lato destro e troncato a sinistra, sorgente dalle acque di verde. Sul piano del ponte due casotti a cuspide in muratura: tetto di quello a sinistra il leone di San Marco d'oro, rivoltato; sulla sommità di quello a destra una bandiera a strisce orizzontali di rosso, d'argento, e di rosso. In capo, tra i due casotti, la cometa d'oro, saliente a sinistra, con la coda in basso a destra. |                                 |
|                                                         | Porpetto Gonfalone: Drappo partito di rosso e di bianco, riccamente ornato di ricami d'argento e caricato dallo stemma comunale con la iscrizione centrata in argento, recante la denominazione del Comune. Le parti di metallo ed i cordoni saranno argentati. L'asta verticale sarà ricoperta di velluto dei colori del drappo, alternati, con bullette argentate poste a spirale. Nella freccia sarà rappresentato lo stemma del Comune e sul gambo inciso il nome. Cravatta con nastri tricolorati dai colori nazionali frangiati d'argento. Concessione stemma con D.P.R. del 12 dicembre 2006 |                                 |
|                                                         | Povoletto D'azzurro, a tre pioppi al naturale nodriti in una pianura d'argento. Ornamenti esteriori da Comune. D.P.C.M. 21 marzo 1956 Gonfalone: drappo partito d'azzurro e di bianco… |                                 |
|                                                         | Pozzuolo del Friuli |                                 |
|                                                         | Pradamano Di rosso, alla fascia d'argento, accompagnata in capo da tre spighe di grano d'oro, in punta dello scudo dal monte di verde all'italiana. Ornamenti esteriori da Comune. Concessione stemma con D.P.R. dell'8 maggio 1968 Gonfalone: Drappo partito di bianco e di giallo… |                                 |
|                                                         | Prato Carnico Gonfalone: drappo di rosso… |                                 |
|                                                         | Precenicco Inquartato d'argento e d'azzurro, alla croce potenziata dell'uno nell'altro. Gonfalone: Drappo partito di bianco e d'azzurro, riccamente ornato di ricami d'argento e caricato dello stemma con l'iscrizione centrata in argento:"Comune di Precenicco". Le parti di metallo ed i cordoni saranno argentati. L'asta verticale sarà ricoperta di velluto dai colori del drappo alternati con bullette argentate poste a spirale. Nella freccia sarà rappresentato lo stemma del Comune e sul gambo inciso il nome. Cravatta e nastri tricolorati dai colori nazionali frangiati d'argento. |                                 |
|                                                         | Premariacco Gonfalone: Drappo di bianco… |                                 |
|                                                         | Preone D'argento, alla fascia d'azzurro; nel 1º alla testa di caprone al naturale, nel 2º al pino silvestre al naturale sradicato. Concessione stemma con D.P.R. del 22 dicembre 1979 Gonfalone: Drappo troncato di bianco e di verde riccamente ornato di ricami d'argento e caricato dello stemma comunale con l'iscrizione centrata in argento: Comune di Preone. Le parti di metallo ed i cordoni saranno argentati. L'asta verticale sarà ricoperta di velluto azzurro con bullette argentate poste a spirale. Nella freccia sarà rappresentato lo stemma del Comune e sul gambo inciso il nome. Cravatta con nastri tricolorati dai colori nazionali frangiati d'argento. |                                 |
|                                                         | Prepotto D'azzurro, alla fascia d'argento accostata in capo da un pino al naturale sradicato. Ornamenti esteriori da Comune. Concessione stemma con D.P.R. del 6 febbraio 1963 Gonfalone: Drappo partito di bianco d d'azzurro… |                                 |
|                                                         | Pulfero D.P.R. n. 3742 del 6 agosto 1988 Gonfalone: drappo partito di giallo e di verde… |                                 |
|                                                         | Ragogna Partito: al primo di rosso, alla fascia d'argento, losangata del primo di tre pezzi; il secondo d'azzurro, al giglio araldico d'oro. Concessione stemma con R.D. del 6 maggio 1940 Gonfalone: Drappo troncato di rosso e d'azzurro riccamente ornato di ricami d'argento e caricato dello stemma comunale con l'iscrizione centrale d'argento:"Comune di Ragogna". Le parti di metallo ed i cordoni sono argentati. L'asta verticale è ricoperta di velluto azzurro con bullette argentate poste a spirale. Nella freccia è rappresentato lo stemma del Comune e sul gambo è inciso il nome. Cravatta e nastri tricolorati dai colori nazionali frangiati in argento. |                                 |
|                                                         | Ravascletto |                                 |
|                                                         | Raveo D'argento, al castello di rosso, torricellato di un pezzo, merlato alla guelfa, aperto e finestrato del campo. Ornamenti esteriori da Comune. Concessione stemma con D.P.R. del 4 febbraio 1955 Gonfalone: Drappo trinciato di bianco e di rosso, riccamente ornato di ricami d'argento e caricato dello stemma sopra descritto con l'iscrizione centrata in argento: Comune di Raveo. Le parti di metallo ed i cordoni saranno argentati. L'asta verticale sarà ricoperta di velluto dai colori del drappo, alternati, con bollette argentate poste a spirale. Nella freccia sarà rappresentato lo stemma del Comune e sul gambo inciso il nome. Cravatta e nastri tricolorati dai colori nazionali frangiati d'argento. Nota sul gonfalone: Il Comune di Raveo, malgrado lo Statuto comunale reciti chiaramente: "Drappo trinciato di bianco e di rosso…", vale a dire un drappo partito diagonalmente dal vertice in alto a destra (araldica) a quello in basso a sinistra (araldica), utilizza un gonfalone "partito di rosso e di bianco" a tre bandoni disuguali | Gonfalone utilizzato dal Comune |
|                                                         | Reana del Rojale Di rosso, mezzo busto di uomo con veste d'azzurro e manto di broccato d'oro; la testa, barbuta, reca sul capo una corona all'antica con sette punte d'oro. Concessione stemma con D.P.R. del 25 agosto 1953 Gonfalone: Drappo di rosso… |                                 |
|                                                         | Remanzacco D.P.R. del 16 novembre 1962 Gonfalone: drappo trinciato di rosso e di azzurro… |                                 |
|                                                         | Resia Gonfalone: drappo troncato di azzurro e di giallo… |                                 |
|                                                         | Resiutta |                                 |
|                                                         | Rigolato Campo di cielo, partito di un filetto d'argento; nel primo al ponte in miniatura sopra un corso d'acqua al naturale e sullo sfondo una cascata con la riviera di verde; nel secondo all'abete di verde, piantato su un monte roccioso digradante in banda, al cerbiatto rampante al fusto dell'abete. Ornamenti esteriori da Comune. Concessione stemma con D.P.R. del 7 dicembre 1951 Gonfalone: Drappo d'azzurro… |                                 |
|                                                         | Rive d'Arcano |                                 |
|                                                         | Rivignano Teor Troncato: nel PRIMO, d’argento, al castello di due torri di rosso, fondato sulla pianura di azzurro, merlato alla ghibellina, le torri ognuna di cinque, il fastigio di nove, chiuso di nero, finestrato dello stesso, sei finestre in ogni torre ordinate in tre pali, quattro finestre nel fastigio, poste in fascia due a destra e due a sinistra della porta; esso castello attraversante il tronco al naturale dell'albero di verde; nel SECONDO, d’argento, allo scaglione diminuito di nero, attraversante le aste di rosso poste in decusse e fondate in punta di due bandiere dello stesso con i drappi all'ingiù caricati ognuno da cinque crocette d'oro poste in quinconce. Ornamenti esteriori da Comune. D.P.R. del 21 maggio 2015 Gonfalone: Drappo partito di azzurro e di rosso… D.P.R. del 21 maggio 2015 |                                 |
|                                                         | Ronchis Trinciato: nel 1º di azzurro, al leone d'oro; nel 2º di rosso, alla croce di Malta. Concessione stemma con D.P.R. del 25 febbraio 1970 Gonfalone: Drappo partito, di rosso e d'azzurro… |                                 |
|                                                         | Ruda Tagliato: nel 1° di nero, caricato di una croce di Malta d'argento; nel 2° fasciato d'oro e d'azzurro (9). Gonfalone: Un labaro in campo azzurro con fascia gialla al centro e decorato da filoni. Nel centro è sovrapposto lo stemma del Comune ricamato. Sopra lo stemma è posta la scritta "Comune di Ruda". |                                 |
|                                                         | San Daniele del Friuli Di rosso, alla Croce di Sant'Andrea d'argento Gonfalone: Drappo di colore cremisi, riccamente ornato di ricami d'argento e caricato dello stemma sopra descritto con l'iscrizione centrata in argento: "Comune di San Daniele del Friuli". Concessione gonfalone con D.P.R. del 21 luglio 1962 |                                 |
|                                                         | San Giorgio di Nogaro |                                 |
| Stemma in uso con capo del Littorio parzialmente abraso | San Giovanni al Natisone Gonfalone: drappo di azzurro… |                                 |
|                                                         | San Leonardo Partito: nel primo d'azzurro, al leone rivolto d'oro, linguato di rosso, tenente con la zampa sinistra una chiave d'oro alta in palo; nel secondo d'argento, al tiglio nodrito su una campagna erbosa, attraversato da un tavolo di pietra, tutto al naturale. Gonfalone: Drappo partito di bianco e di azzurro, riccamente ornato di ricami d'argento e caricato dello stemma con l'iscrizione centrata in argento: COMUNE DI SAN LEONARDO. Le parti di metallo e i cordoni sono argentati. L'asta verticale è ricoperta di velluto dei colori del drappo con bullette argentate poste a spirale. Nella freccia è rappresentato lo stemma del Comune e sul gambo inciso il nome. Cravatta e nastrini tricolorati dei colori nazionali frangiati d'argento. |                                 |
|                                                         | San Pietro al Natisone D'azzurro, alla croce latina capovolta e posta in banda. Gonfalone: Drappo partito di bianco e azzurro… |                                 |
|                                                         | San Vito al Torre D.P.R. n. 3548 del 31 luglio 1987 Gonfalone: drappo partito di azzurro e di rosso… |                                 |
|                                                         | San Vito di Fagagna Di argento, all'albero di gelso, di verde, fustato al naturale, nodrito nella pianura di verde, accompagnato in capo da tre stelle di sei raggi, di azzurro, ordinate in fascia. Ornamenti esteriori da Comune. Gonfalone: drappo di bianco… D.P.R. del 7 aprile 2003 |                                 |
|                                                         | Santa Maria la Longa D'azzurro, alla gemella d'argento abbassata, sormontata dal monogramma (MV) della Vergine d'oro, ed accompagnata in punta da cinque stelle (3-2) di sei punte, d'argento. Ornamenti esteriori da Comune. D.P.R. del 9 luglio 1953 Gonfalone: drappo partito d'azzurro e di bianco… |                                 |
|                                                         | Sappada |                                 |
|                                                         | Sauris Gonfalone: drappo di azzurro… |                                 |
|                                                         | Savogna Semipartito troncato in scaglione: nel primo d'azzurro, al monte Matajur d'argento, stilizzato; nel secondo d'argento, alla genziana e alla stella alpina al naturale, unite in punta; nel terzo di verde, allo scaglione rovesciato e ridotto, d'azzurro. Ornamenti esteriori da Comune. Concessione stemma con D.P.R. del 12 giugno 1984 Gonfalone: Drappo di bianco… |                                 |
|                                                         | Sedegliano D'azzurro, alla daga romana d'argento posta in palo, con la punta all'insù; capo d'argento, alla rosa cucita d'oro. Ornamenti esteriori da Comune. R.D. del 6 ottobre 1927, RR.LL.PP. del 23 febbraio 1928 Gonfalone: drappo rettangolare di stoffa interzato in palo: di azzurro, di bianco e di azzurro, il bianco caricato dello stemma sopra descritto. R.D. del 6 ottobre 1927 Gonfalone precedentemente in uso: drappo di bianco bordato di porpora… | Gonfalone in uso                |
|                                                         | Socchieve |                                 |
|                                                         | Stregna D'argento, alla banda ondata di azzurro, passante dietro la chioma di un castagno, al naturale, fruttato d'oro, di sette pezzi posti in fascia 4-3, nodrito su di un monte di verde, al bue al naturale, fermo contro il fusto del castagno. Gonfalone: Drappo d'azzurro al palo di bianco, riccamente ornato di ricami d'argento e caricato dello stemma comunale con l'iscrizione centrata in argento: Comune di Stregna. Le parti in metallo ed i cordoni sono argentati. L'asta verticale sarà ricoperta di velluto azzurro con bullette argentate poste a spirale. Nella freccia sarà rappresentato lo stemma del Comune e sul gambo inciso il nome. Cravatta con nastri tricolorati dai colori nazionali frangiati d'argento. |                                 |
|                                                         | Sutrio D'azzurro, al castello di rosso, torricellato di tre pezzi, il mediano più alto; alla banda d'azzurro, attraversante. Ornamenti esteriori da Comune. Concessione stemma con R.D. del 7 maggio 1942 Gonfalone: drappo partito di bianco e di rosso… |                                 |
|                                                         | Taipana |                                 |
|                                                         | Talmassons Semitroncato partito: nel PRIMO pastorale d'oro in campo azzurro; nel SECONDO scaglione nero in campo argento; nel TERZO toro furioso d'argento in campo rosso. D.P.R. del 20 novembre 1975 Gonfalone: Drappo partito di rosso e di bianco, riccamente ornato di ricami d'argento e caricato dello stemma sopra descritto con l'iscrizione centrata in argento: "Comune di Talmassons". Le parti in metallo ed i cordoni saranno argentati. L'asta verticale sarà ricoperta di velluto dei colori del drappo, alternati, con bullette argentate poste a spirale. Nella freccia sarà rappresentato lo stemma del Comune e sul gambo inciso il nome. Cravatta e nastri tricolorati dai colori nazionali, frangiati d'argento. D.P.R. del 20 novembre 1975 |                                 |
|                                                         | Tarcento D'azzurro, al castello d'argento, torricellato di tremerlato alla ghibellina, aperto e finestrato del campo, murato di nero, col fiume al naturale in punta. Ornamenti esteriori da Comune. Gonfalone: Drappo di colore azzurro, riccamente ornato di ricami d'argento e caricato dello stemma sopra descritto con l'iscrizione centrata in argento: Comune di Tarcento. Le parti di metallo ed i cordoni saranno argentati. L'asta verticale sarà ricoperta di velluto azzurro con bullette argentate poste a spirale. Nella freccia sarà rappresentato lo Stemma del Comune e sul gambo inciso il nome. Cravatta e nastri tricolorati dai colori nazionali frangiati di argento. Concessione gonfalone con D.P.R. del 26 gennaio 1954 |                                 |
|                                                         | Tarvisio Spaccato: nel primo d'oro, al leone bicaudato di nero, linguato di rosso, alla banda d'argento attraversante; nel secondo d'azzurro, a due chiavi decussate d'oro. Concessione stemma con R.D. del 10 dicembre 1942 Gonfalone: drappo troncato di azzurro e di giallo… | Precedente gonfalone            |
|                                                         | Tavagnacco Troncato: nel 1º d'azzurro, al leone nascente al naturale; nel 2º d'oro, alla pianta di felce nodrita nel più alto di tre colli di verde moventi dalla punta. Concessione stemma con D.P.R. del 19 aprile 1968 Gonfalone: Drappo di giallo a due pali d'azzurro, riccamente ornato di ricami d'argento e caricato dello stemma comunale con l'iscrizione centrata in argento: Comune di Tavagnacco. Le parti di metallo e i cordoni sono argentati. L'asta verticale è ricoperta di velluto dei colori del drappo, alternati, con bullette argentate poste a spirale. Nella freccia è rappresentato lo stemma del Comune e sul gambo inciso il nome. Cravatta e nastri tricolorati dai colori nazionali frangiati d'argento. |                                 |
|                                                         | Terzo di Aquileia Di verde, al miliario al naturale, inciso in capitali rustiche delle parole: "AB AQVII M.P. III. Ornamenti esteriori da Comune. D.P.R. 6 ottobre 1953 Gonfalone: drappo di verde… |                                 |
|                                                         | Tolmezzo Troncato: nel primo d'azzurro, alla croce d'argento piana, bordata di rosso; nel secondo d'azzurro, alla torre al naturale, merlata, aperta e finestrata di nero, cimata di un'aquila nascente dalla merlatura. Ornamenti esteriori da Comune. Concessione stemma con R.D. del 19 maggio 1930 Gonfalone: Drappo di colore azzurro, alla croce bianca bordata di rosso, frangiato d'argento, con l'iscrizione centrata pure in argento: "Comune di Tolmezzo". Le parti di metallo ed i cordoni saranno argentati. L'asta verticale sarà ricoperta di velluto azzurro con bullette argentate poste a spirale. Cravatta e nastri tricolorati dai colori nazionali, frangiati d'argento. Concessione gonfalone con D.P.R. del 29 luglio 1955 |                                 |
|                                                         | Torreano Gonfalone: drappo partito di rosso e di bianco… |                                 |
|                                                         | Torviscosa Verghettato d'oro e d'azzurro di 20 pezzi; al quarto franco d'azzurro alla torre d'argento sostenuta da due leoni al naturale controrampanti, il tutto in pianura di verde; alla canna gentile fogliata di verde, posta nel cantone sinistro della punta. Concessione stemma con D.P.R. del 6 marzo 1950 Gonfalone: Drappo di colore azzurro riccamente ornato di ricami d'argento e caricato dello stemma con l'iscrizione centrata in argento: "Comune di Torviscosa". Le parti di metallo ed i cordoni saranno argentati. L'asta verticale sarà ricoperta di velluto azzurro con bullette argentate poste a spirale. Nella freccia sarà rappresentato lo stemma del Comune e sul gambo inciso il nome. Cravatta e nastri tricolorati dai colori nazionale frangiati di argento. |                                 |
|                                                         | Trasaghis D'oro, al drago di nero, linguato ed illuminato di rosso, alla campagna mareggiata d'azzurro e d'argento. Concessione stemma con R.D. del 16 febbraio 1928 Gonfalone: drappo di azzurro… Concessione gonfalone con D.P.R. del 19 febbraio 1979 |                                 |
|                                                         | Treppo Grande Trinciato: nel 1º di rosso, a tre spighe di grano d'oro; nel 2º d'oro, alla mucca pascente su terrazzo di verde; alla strada romana al naturale, in banda sulla partizione. Ornamenti esteriori da Comune. D.P.R. dell'8 aprile 1975 Gonfalone: drappo trinciato di giallo e di rosso… |                                 |
|                                                         | Treppo Ligosullo |                                 |
|                                                         | Tricesimo Di rosso, alla torre d'argento murata e merlata alla guelfa di cinque pezzi, chiusa e finestrata di due di nero su scalinato di tre gradine al piano, caricata in palo del giglio arcaico di oro col bulbo sopra l'ornato portale a sesto interno e fiorito sotto la merlatura. Motto: AD TRICESIMUM LAPIDEM. Gonfalone: Drappo quadrangolare interzato in palo di rosso, di bianco, di rosso con la parte inferiore frastagliata da tre bandoni di cui il centrale più lungo terminanti a punta frangiati d'argento, ornato con ricami d'argento nella parte inferiore e caricato dello stemma figurato nello scudo sannitico bordata di nero sormontato dalla corona turrita di comune e avvolto dalla fronde di alloro e di quercia annodate da nastro tricolore. L'iscrizione sopra la corona porta in nero la scritta lapidaria romana maiuscola "COMUNE DI TRICESIMO". L'iscrizione tra la punta dello scudo e le fronde porta la scritta in lapidario romano maiuscolo nero "AD TRICESIMUM LAPIDEM". |                                 |
|                                                         | Trivignano Udinese |                                 |
|                                                         | Udine D'argento, al capriolo di nero, scudo sormontato dalla corona ducale, cimiero con cavallo nascente d'argento posto in maestà, nonché medaglia d'oro al valor militare per la Resistenza in Friuli e Croce di Guerra annodate sotto lo scudo (…) o con il sigillo trecentesco della Comunità. Concessione stemma con D.P.R. del 15 febbraio 2002 Gonfalone: Drappo partito di nero e di bianco terminante in banda, riccamente ornato di ricami d'oro, caricato dello stemma civico, con l'iscrizione centrata in bianco e nero: Città di Udine. Le parti di metallo sono dorate. Nella freccia è rappresentato lo stemma della città. I cordoni e le frange sono a destra di bianco ed a sinistra di nero. |                                 |
|                                                         | Varmo Gonfalone: drappo troncato di bianco e di rosso… R.D. del 14 ottobre 1937 |                                 |
|                                                         | Venzone Di rosso, al ponte arcuato di tre archi d'argento, fondato sulla riviera d'azzurro, merlato di nove pezzi alla ghibellina, murato di nero, cimato da una croce latina d'oro, sostenuta dal merlo centrale più grosso e accompagnata da un cane rivolto e al naturale, seduto sul primo merlo a destra della croce. Concessione stemma con R.D. del 21 luglio 1941 |                                 |
|                                                         | Verzegnis Di rosso, al castello d'argento, murato di nero, merlato alla guelfa, fondato sopra un monte erboso al naturale; il monte caricato da una gemella d'argento, ondata, posta in banda. Concessione stemma con D.P.R. del 5 maggio 1952 Gonfalone: drappo partito di bianco e di rosso… |                                 |
|                                                         | Villa Santina D'azzurro, alla torre d'argento, fondata su un monte di verde, movente dalla punta dello scudo, accompagnata dalle lettere V S, d'oro. Concessione stemma con R.D. del 14 aprile 1927 Gonfalone: drappo palato di azzurro, di bianco e di rosso… |                                 |
|                                                         | Visco Gonfalone: drappo di giallo… |                                 |
|                                                         | Zuglio Di rosso, alla colonna dorica spezzata, d'argento, posta in sbarra, su cui poggia l'aquila d'oro, col volo abbassato e con la testa rivolta. Concessione stemma con D.P.R. del 28 gennaio 1953 Gonfalone: drappo di bianco… |                                 |

## Ex comuni
| Stemma | Ex Comune e blasonatura | Gonfalone |
| ------ | --- | --------- |
|        | Campolongo al Torre (dal 2009 frazione del comune di Campolongo Tapogliano) |           |
|        | Fiumicello (dal 2018 soppresso per la costituzione del comune di Fiumicello Villa Vicentina) Gonfalone: drappo partito di azzurro e di giallo… |           |
|        | Ligosullo (dal 2018 soppresso per la costituzione del comune di Treppo Ligosullo) Campo di cielo, all'albero nodrito sulla cima mediana di tre monti, il tutto al naturale. Ornamenti esteriori da Comune. D.P.R. del 25 giugno 1956 Gonfalone: Drappo d'azzurro… |           |
|        | Raccolana (unito nel 1928 al comune di Chiusaforte) D'azzurro, al monte di tre cime al naturale, il terrazzo con abete di verde e la mucca d'oro con collare e campanella d'argento. R.D. del 20 marzo 1921, RR.LL.PP. del 6 settembre 1921 |           |
|        | Rivignano (dal 2014 soppresso per la costituzione del comune di Rivignano Teor) Gonfalone: drappo partito di rosso e di bianco… |           |
|        | Tapogliano (dal 2009 frazione del comune di Campolongo Tapogliano) Scudo con sfondo azzurro, sul quale è rappresentata una muraglia merlata sopra la quale splende una stella a cinque punte, entrambe di giallo ocra. Lo scudo è sovrastato da una corona e completato nella parte inferiore da fronde disposte a semicerchio. Gonfalone: Drappo di bianco…                                                                       |           |
|        | Teor (dal 2014 soppresso per la costituzione del comune di Rivignano Teor) Troncato: d'azzurro all'aquila araldica d'oro al volo, afferrante ramoscello di quercia al naturale, nel primo; d'argento allo scaglione nero, caricato di lance in croce decussata con bandierine rosso-carminio, crocette 2-1-2, nel secondo. Cimato di corona di comune con più di 3.000 abitanti. Gonfalone: Drappo troncato di bianco e d'azzurro… |           |
|        | Treppo Carnico (dal 2018 soppresso per la costituzione del comune di Treppo Ligosullo) D'argento all'abete nodrito sulla cima centrale di un monte all'italiana, il tutto di verde, alla bordatura d'azzurro. D.P.R. del 6 ottobre 1953 Gonfalone: drappo di azzurro… |           |
|        | Villa Vicentina (dal 2018 soppresso per la costituzione del comune di Fiumicello Villa Vicentina) Gonfalone: drappo di giallo… |           |